# 劉秋
劉秋（3世纪—307年），西晋山陽公，汉献帝玄孙。
晋武帝太康十年（289年）六月，其父劉瑾去世。劉秋袭封山陽公，为魏晋第五代山陽公，承继汉朝的祭祀。在任十八年，永嘉元年（307年）五月，馬牧帥汲桑聚眾反晋，击敗魏郡太守馮嵩，攻陷鄴城，杀害新蔡王司马騰。焚燒鄴宮，又在樂陵殺前幽州刺史石尟，入掠平原郡，山陽公劉秋遇害。